# دانشگاه بین‌المللی کی‌یف
دانشگاه بین‌المللی کیف (به اختصار KIU) یک دانشگاه خصوصی در شهر کی‌یف می‌باشد که در سال ۱۹۹۴ تأسیس شده‌است. این دانشگاه تا قبل از سال ۲۰۰۲ با نام موسسه بین‌المللی زبان‌شناسی و قانون فعالیت می‌کرد و در حال حاضر نزدیک به ۵۰۰۰ دانشجو دارد.